# Rebecka Forsberg
Rebecka Forsberg, född 24 augusti 2000 i Kyrkslätt, är en finlandssvensk influerare. Hon blev stor på frågesajten ASKfm redan som 13-åring och har i dagsläget runt 260 000 följare på Instagram. Hon tjänar pengar genom samarbeten med olika företag. Forsberg har flera gånger tagit ställning mot näthat och nätmobbning i media.